# Nezavisni državni organi
Nezavisni državni organi (nezavisne nadzorne institucije, nezavisna kontrolna tela) su organi koji su nastali kako bi vršili kontrolu pravilnosti i zakonitosti rada ostalih nosilaca javne vlasti, osim onih čija je kontrola obezbeđena kroz sistem podele vlasti. Oni su nezavisni:
a) de facto u onoj meri u kojoj svoje svakodnevne odluke donose bez postupanja po instrukcijama, pretnjama, željama, interesima i drugim spoljnim uticajima, koji mogu doći ili iz politike ili od onih čiji rad kontrolišu i/ili regulišu;
b) de jure u meri u kojoj je pravni okvir kojim se reguliše njihov rad zabranio bilo kakve uticaje na njihov rad.
Nezavisni državni organi u Republici Srbiji jesu Zaštitnik građana (Ombudsman), Poverenik za informacije od javnog značaja i zaštitu podataka o ličnosti, Poverenik za zaštitu ravnopravnosti, Agencija za sprečavanje korupcije (prethodno: Agencija za borbu protiv korupcije) i Državna revizorska institucija. 
Nezavisne državne organe bira Narodna skupština na predlog nadležnog odbora. Oni Skupštini odgovaraju za svoj rad i podnose joj godišnje izveštaje. Zakoni definišu delokrug rada, kao i nadležnosti i ovlašćenja ovih organa, ali proklamuju nezavisnost rada ovih organa u odnosu na tri grane vlasti i zabranu ometanja njihovog rada. 
Prilikom vršenja kontrole, ovim organima su data ovlašćenja pristupa tajnim podacima svih nivoa tajnosti (uz obavezu čuvanja tajnosti), podacima o ljudskim i materijalnim resursima organa koje kontrolišu i podacima koji se odnose na sve vrste nabavki (javne, poverljive i male vrednosti). Zahvaljujući ovim ovlašćenjima, nezavisni državni organi, u skladu sa nadležnostima i u delokrugu svog rada, mogu vršiti i nadzor nad radom organa državne uprave koji se bave bezbednosnim i odbrambenim poslovima.
Za Zaštitnika građana, Poverenika za informacije od javnog značaja i zaštitu podataka o ličnosti, Poverenika za zaštitu ravnopravnosti može biti izabrano lice koje je državljanin Srbije, diplomirani pravnik, ima najmanje deset godina iskustva na pravnim poslovima koji su od značaja za obavljanje poslova iz nadležnosti predmetne institucije, poseduje visoke moralne i stručne kvalitete i ima zapaženo iskustvo u zaštiti i unapređenja ljudskih prava građana. Isto lice može biti najviše dva puta uzastopno biti birano na ovu funkciju. Za Direktora Agencije za sprečavanje korupcije, osim navedenih opštih uslova, može biti izabrano lice koje ima devet godina iskustva u struci i nije osuđivano za krivično delo na kaznu zatvora od najmanje šest meseci ili kažnjivo delo koje ga čini nedostojnim za obavljanje javne funkcije. Kada je u pitanju Vrhovni državni revizor, pored opštih uslova za rad u državnih organima, ovo lice mora imati univerzitetsko obrazovanje, naziv ovlašćeni državni revizor u skladu sa Zakonom o Državnoj revizorskoj instituciji i najmanje deset godina radnog iskustva, od kojih je osam povezano sa nadležnostima institucije.
Sa obavljanjem ovih funkcija nespojivo je obavljanje druge javne funkcije ili profesionalne delatnosti, kao i obavljanje druge dužnosti ili posla koji bi mogao uticati na njihovu samostalnost i nezavisnost. Čelnici ovih organa ne mogu biti članovi političkih stranaka. Sedišta ovih organa su u Beogradu.

## Zaštitnik građana (ombudsman)
Institucija ombudsmana nastala je u Švedskoj 1809. godine. Ovlašćenja ove institucije se do danas nisu bitno izmenila – neposredno su povezana sa idejom ostvarivanja i zaštite ljudskih prava, dok se kao glavni cilj ovako ustanovljenog zaštitnika građana definiše sprečavanje nepravilnosti i nezakonitosti, kao i lošeg postupanja javne uprave prema građanima. Do nagle ekspanzije institucije ombudsmana došlo je od sredine 60-ih godina 20. veka.
U Srbiji je ekvivalentna institucija ustanovljena Zakonom o Zaštitniku građana iz 2005. godine. Zaštitnik građana se definiše kao: „nezavisan državni organ koji štiti prava građana i kontroliše rad organa državne uprave, organa nadležnog za pravnu zaštitu imovinskih prava i interesa Republike Srbije, kao i drugih organa i organizacija, preduzeća i ustanova kojima su poverena javna ovlašćenja. Zaštitnik građana se stara o zaštiti i unapređenju ljudskih i manjinskih sloboda i prava.” Pojam građanin u smislu ovog zakona obuhvata i domaća i strana fizička i pravna lica o čijim pravima odlučuju organi državne uprave.
Zaštitnik građana ima četiri zamenika koji mu pomažu u obavljanju poslova, u okviru ovlašćenja koja im on prenese. Zaštitnik građana i njegovi zamenici pre stupanja na dužnost polažu zakletvu. Zaštitnik građana postupa po pritužbama građana ili po sopstvenoj inicijativi. Na osnovu toga, Zaštitnik može da se obrati javnosti, Skupštini i Vladi. Usled nepostupanja po preporuci, on može da preporuči utvrđivanje odgovornosti funkcionera koji rukovodi organom uprave. Zaštitnik građana i njegovi zamenici uživaju imunitet kao narodni poslanici i ne mogu davati izjave političke prirode. Zaštitnik građana se bira na vreme od pet godina i isto lice može biti najviše dva puta uzastopno birano na ovu funkciju.
Zakon iz 2005. godine je Narodnoj skupštini ostavio rok od šest meseci da izabere Zaštitnika građana, ali je on imenovan tek u junu 2007. godine, nakon donošenja novog Ustava 2006. godine i parlamentarnih izbora u 2007. godini. Na funkciju Zaštitnika građana je tada imenovan Saša Janković (2007-2017), dok od jula 2017. godine ovu funkciju obavlja Zoran Pašalić.
Ustavom iz 2006. godine, Zaštitnik građana – ombudsman postao je i ustavna kategorija u Republici Srbiji. Zanimljiva je činjenica da je Zakon o lokalnoj samoupravi iz 2002. godine dao mogućnost lokalnim samoupravama da uvedu lokalne ombudsmane, a slična odredba u Zakonu o utvrđivanju određenih nadležnosti autonomne pokrajine iz 2002. dala je istu mogućnost i autonomnoj pokrajini Vojvodini.

## Poverenik za informacije od javnog značaja i zaštitu podataka o ličnosti
Poverenik za informacije od javnog značaja i zaštitu podataka o ličnosti jeste državni organ nadležan da nadgleda i pomaže sprovođenje Ustavnih i zakonskih odredbi, kojima se reguliše pravo građana na zaštitu podataka o ličnosti i pravo javnosti na informacije od javnog značaja.  Institucija Poverenika za informacije od javnog značaja ustanovljena je u Srbiji na osnovu Zakona o slobodnom pristupu informacijama od javnog značaja iz 2004. godine, a njegove nadležnosti su proširene 2008. godine usvajanjem Zakona o zaštiti podataka o ličnosti. Usvajanjem Zakona o tajnosti podataka, u decembru 2009. godine, kompletiran je zakonski okvir  kojima su definisana ovlašćenja Poverenika.
Poverenik se bira na mandat od sedam godina i isto lice može biti izabrano najviše dva puta. Prvi Poverenik za informacije od javnog značaja i zaštitu podataka o ličnosti bio je Rodoljub Šabić (2004-2018). U periodu od 23. decembra 2018. do 25. jula 2019. godine, ovu funkciju je obavljala zamenica poverenika, Stanojla  Mandić. Od 26. jula 2019. godine, ovu funkciju obavlja Milan Marinović.
Poverenik postupa po službenoj dužnosti ili po zahtevu fizičkog ili pravnog lica. Najveći deo aktivnosti Poverenika odnosi se na postupanje po žalbama građana zbog povrede prava na slobodan pristup informacijama i prava na zaštitu podataka o ličnosti. Rešenja Poverenika su obavezujuća, konačna i izvršna. Administrativno izvršenje rešenja Poverenik sprovodi prinudom (novčanom kaznom), u skladu sa zakonom kojim se uređuje opšti upravni postupak. Na administrativno rešenje se ne može se izjaviti žalba. Ako Poverenik ne može sprovesti svoje rešenje na ovaj način, zakon propisuje da mu Vlada na njegov zahtev pruža pomoć u postupku primenom mera iz svoje nadležnosti, odnosno obezbeđivanjem izvršenja rešenja Poverenika neposrednom prinudom.

## Državna revizorska institucija
Državna revizorska institucija (DRI) je najviši organ revizije javnih sredstava u Srbiji. Osnovana je 2005. godine Zakonom o Državnoj revizorskoj instituciji. Akta kojima DRI vrši svoju nadležnost revizije ne mogu biti predmet osporavanja pred sudovima i drugim državnim organima.
U okviru svojih brojnih nadležnosti, najvažnija je revizija. Institucija vrši sledeće vrste revizija:
1.    Reviziju finansijskih izveštaja – ispitivanje dokumenata, isprava, izveštaja i drugih informacija o finansijskom stanju, rezultatima poslovanja i novčanim tokovima, u skladu sa prihvaćenim računovodstvenim načelima i standardima;
2.    Reviziju pravilnosti poslovanja – ispitivanje da li su finansijske transakcije i odluke u vezi sa primanjima i izdacima izvršene u skladu sa zakonom, drugim propisima, datim ovlašćenjima i za planirane svrhe;
3.    Reviziju svrsishodnosti poslovanja – ispitivanje da li su trošenja sredstava iz budžeta i drugih javnih sredstava izvršena u skladu sa načelima ekonomije, efikasnosti i efektivnosti, kao i u skladu sa planiranim ciljevima.
Sva javna sredstva u Republici Srbiji predstavljaju predmet revizije, a svi korisnici javnih sredstava, odnosno, svi oni korisnici koji čine budžetski sistem Srbije, predstavljaju subjekte revizije.
U organizacionom smislu, Državna revizorska institucija ima predsednika institucije, potpredsednika, Savet, revizorske službe i prateće službe.
Predsednik Državne revizorske institucije je generalni državni revizor i rukovodilac u Instituciji.
Savet je najviši organ institucije i ima pet članova: predsednika, potpredsednika i tri člana. Sve članove saveta bira i razrešava Narodna skupština. Na predlog predsednika Institucije, Vrhovnog državnog revizora imenuje i razrešava Savet Institucije odlukom, na vreme od šest godina, sa mogućnošću reizbora.

## Agencija za sprečavanje korupcije
Agencija za sprečavanje korupcije je osnovana je 2008. godine pod imenom Agencija za borbu protiv korupcije, Zakonom o Agenciji za borbu protiv korupcije. Potreba za njegovim unapređenjem javila se i u okviru pregovora o pristupanju Srbije Evropskoj uniji, te je sada je na snazi novi Zakon o sprečavanju korupcije, koji se primenjuje od 1. septembra 2020. godine.
Agencija za sprečavanje korupcije nadzire sprovođenje strateških i normativnih akata u svojoj oblasti. Ona pokreće postupak i izriče mere zbog povrede Zakona o sprečavanju korupcije (ranije Zakona o Agenciji za borbu protiv korupcije), rešava o sukobu interesa, obavlja poslove u skladu sa zakonima koji uređuju finansiranje političkih stranaka i lobiranje. Agencija prati i obavlja poslove koji se odnose na organizovanje koordinacije rada državnih organa u borbi protiv korupcije, vodi registar funkcionera, registar imovine i prihoda funkcionera, postupa po predstavkama pravnih i fizičkih lica, kao i po prijavama državnih službenika, te obavlja druge poslove koji su definisani ovim zakonom.
Organi Agencije su po Zakonu o Agenciji za borbu protiv korupcije bili Odbor i direktor, gde je Odbor birao i razrešavao direktora Agencije na mandat od pet godina.
Najvažnije novine u Zakonu o sprečavanju korupcije jesu u izboru i radu organa Agencije, koje čine direktor i Veće Agencije. Sprovodi se postupak javnog konkursa za izbor direktora na mandat od pet godina. Komisija za izbor direktora Agencije obavlja trodelno testiranje i dostavlja rang listu ministarstvu nadležnom za poslove pravosuđa. Ministar Narodnoj skupštini za izbor predlaže kandidate koji su ostvarili najmanje 80 bodova na testu. Direktora bira Narodna skupština većinom glasova svih narodnih poslanika. Veće Agencije nasleđuje prethodni Odbor i zadržava pravo odlučivanja o žalbama na odluke direktora, nadzire njegov rad i prati njegovo imovinsko stanje. Umesto ranijih 9, broj članova ovog tela je smanjen na 5, a njihov mandat sa 4 produžen na 5 godina.

## Poverenik za zaštitu ravnopravnosti
Poverenik za zaštitu ravnopravnosti je nezavisan, samostalan i specijalizovan državni organ formiran na osnovu Zakona o zabrani diskriminacije iz 2009. godine.
Zadaci ovog državnog organa su sprečavanje svih vidova, oblika i slučajeva diskriminacije, zaštita ravnopravnosti fizičkih i pravnih lica u svim oblastima društvenih odnosa, nadzor nad primenom propisa o zabrani diskriminacije, kao i unapređivanje ostvarivanja i zaštite ravnopravnosti.
Poverenik ima Stručnu službu, koja mu pomaže u vršenju njegove nadležnosti. 
Funkciju Poverenice za zaštitu ravnopravnosti su obavljale Nataša Perušić (2010- 2015) i Brankica Janković (2015-2020). Brankici Janković je istekao mandat 27. maja 2020. godine. 
Poverenik za zaštitu ravnopravnosti ovlašćen je da sprovodi postupak po pritužbama u slučajevima diskriminacije osoba ili grupe osoba koje povezuje isto lično svojstvo. Poverenik je nadležan da prima i razmatra pritužbe, daje mišljenja i preporuke u konkretnim slučajevima diskriminacije i izriče zakonom utvrđene mere. Dužan je podnosiocu pritužbe pruži informacije o njegovom pravu i mogućnosti pokretanja sudskog ili drugog postupka zaštite, uključujući i postupak mirenja, kao i da podnosi tužbe za zaštitu od diskriminacije, uz saglasnost diskriminisane osobe. Poverenik je, takođe, nadležan da podnosi prekršajne prijave zbog akata diskriminacije i ovlašćen da upozorava javnost na najčešće, tipične i teške slučajeve diskriminacije.

## Praksa nezavisnih državnih organa
Uvođenjem ovih institucija u politički sistem Srbije i uređenjem odnosa koje uspostavljaju sa predstavnicima tri grane vlasti želi se ostvariti povećanje transparentnosti rada i odgovornosti organa državne uprave. Vidljive su velike teškoće ovih organa da obezbede materijalne, kadrovske i druge uslove za otpočinjanje i vršenje svog rada jer im je neophodna podrška svih parlamentarnih stranaka i nosilaca najviših državnih organa.
U slučaju Poverenika za informacije od javnog značaja i zaštitu podataka o ličnosti, pre svega je odmah uočljiv konstantan rast predmeta svake godine, uz prenošenje starih predmeta u narednu godinu. Istovremeno, prisutan je veliki broj pritužbi u kojima je institucija Poverenika morala da postupa po žalbi zato što je organ vlasti neopravdano, kršeći zakon, uskratio informaciju tražiocu. Takođe, ova institucija se suočava sa nedostatkom ljudskih i materijalnih kapaciteta, dok mehanizmi prinude ne funkcionišu.
Agencija za sprečavanje korupcije je najmlađi nezavisni državni organ i svoj prvi izveštaj je podnela Narodnoj skupštini u martu 2011. godine. U izveštaju je iskazana otvorena sumnja da se samim Zakonom o Agenciji svesno ograničila nadležnost ove institucije za borbu protiv korupcije. Potvrda ove tvrdnje jeste i činjenica da su Agenciji date kontrolne, ali ne i istražne nadležnosti, čime se jasno ograničava njen uticaj. Dodatan izazov predstavlja i očita opterećenost neefikasnošću, koja je proizvod kako nepreciznih zakonskih odredbi, tako i političkih pritisaka i političkog povezivanja direktora Agencije za jednu političku stranku. Bitno je spomenuti i izostanak blagovremenog reagovanja Agencije na kršenje zakona i zloupotrebe funkcionera i učesnika u izbornom procesu. Uočeno je i nepostojanje Nacionalne strategije za borbu protiv korupcije, imajući u vidu da je prethodna istekla 2018. godine.
Kada se govori o instituciji Poverenice za zaštitu ravnopravnosti, kao ključni problemi se izdvajaju opterećenje zaposlenih, nemogućnost prikazivanja realnih troškova rada i troškova postupaka, pitanje unutrašnje efikasnosti rada, nedovoljna efikasnost odgovaranja na pritužbe i mali broj pritužbi koji ima epilog. Neophodno je naglasiti i činjenicu da javni organi ne uočavaju diskriminaciju i/ili ne poštuju institut Poverenika, ali je i važno je u tri četvrtine predmeta ipak postupljeno po preporukama ovog organa.
Jedan od ključnih problema u radu nezavisnih državnih organa jeste (ne)aktivnost Narodne skupštine. Uočeno je da se o izveštajima ovih organa ne raspravlja u plenumu, dok poslanici u Narodnoj skupštini povremeno negativno komentarišu njihov rad. Skupština ne izglasava dovoljan budžet koji bi zadovoljio potrebe za materijalnim i ljudskim resursima ovih organa. Prisutan je i negativan trend imenovanja čelnika ovih organa nakon zakonom propisanog roka (Poverenik 2019, Poverenica 2020).

## Nadzor i kontrola nezavisnih državnih organa nad sektorom bezbednosti
Nezavisni državni organi imaju ustavna i zakonska ovlašćenja za kontrolu i nadzor zakonitosti rada državnih organa u sektoru bezbednosti i poštovanja ljudskih prava u njihovom radu, za nadzor i ostvarivanje prava na slobodan pristup informacijama od javnog značaja i zaštitu podataka o ličnosti i, na kraju, za trošenje budžeta. 
Po Ustavu Republike Srbije, Zaštitnik građana nije ovlašćen da kontroliše rad Narodne skupštine, predsednika Republike, Vlade, Ustavnog suda, sudova i javnih tužilaštava. Institucije sektora bezbednosti nisu posebno navedene kao domen kontrole nezavisnih državnih organa, ali ne postoje odredbe kojima su one izuzete iz nadležnosti nezavisnih državnih organa. 
Prema izveštajima Zaštitnika, najvidljivije manjkavosti koje dovode u pitanje delotvornost kontrolne funkcije jesu nesprovođenje preporuka, nedostatak sankcija u slučaju nepoštovanja izrečenih preporuka i zbog sprečavanja pristupa informacijama ili ometanju kontrolne funkcije Zaštitnika građana u sektoru bezbednosti. U redovnim godišnjim izveštajima Zaštitnika građana, u periodu od 2008-2019. godine, najviše pritužbi građana odnosi se na rad ministarstava (~20%) – i to pre svega Ministarstva unutrašnjih poslova (MUP). Istovremeno, Zaštitnik građana je periodično izražavao negativne ocene delovanja Bezbednosno-informativne agencije, Vojnoobaveštajne agencije i Vojnobezbednosne agencije. Zakonski, BIA ima sva policijska ovlašćenja i u posebnim okolnostima može da preuzme i neposredno izvršni policijske poslove[, a VBA samo ona koja su izričito pobrojana u zakonu.  Značajni primeri kontrole rada sektora bezbednosti su istrage Zaštitnika građana o neovlašćenom postupanju VBA nakon incidenta na Paradi ponosa 2014. godine, te o postupanju policije u slučaju rušenja beogradskog naselja Savamala u aprilu 2016. godine, gde je on utvrdio da policija nije reagovala na pozive građana zbog naređenja iz “vrha policije”.
Institucije sektora bezbednosti (naročito MUP i obaveštajne službe) dolaze do velikog broja informacija na osnovu svojih ovlašćenja. Poverenik za informacije od javnog značaja i zaštitu podataka o ličnosti nadzire pristup zadržanim elektronskim podacima. Nadležni organi i operatori dužni su da mu na godišnjem nivou dostave evidencije o zahtevima za pristup zadržanim elektronskim podacima. Takođe, kao državni organi, dužni su i da mu upućuju godišnje izveštaje i po Zakonu o slobodnom pristupu informacijama od javnog značaja. Poverenik rešava po žalbama na (ne)postupanje ovih organa – npr. u periodu od 2009-2018. godine, 20.258 zahteva građana za pristup informacijama od javnog značaja je upućeno MUP-u, dok je u istom periodu Povereniku upućeno 2.574 žalbi protiv ovog ministarstva. Istovremeno, vidljiv je porast broja neizvršenih rešenja Poverenika koja se odnose na MUP. Analiza žalbi u periodu od 2016. do 2019. godine pokazuje da su uskraćivane informacije o politički osetljivim slučajevima ili o ljudskim resursima u MUP-u. Važni primeri jesu zahtevi Poverenika da MUP dostavi novinaru tražene informacije u vezi sa saobraćajnom nesrećom u kojoj je učestvovao funkcioner SNS-a, Zoran Babić, gde MUP nije ispoštovao zakonske rokove, ali je na kraju ipak dostavio tražene podatke, pri čemu su važni podaci sakriveni. Pored toga, Poverenik je, između ostalog, tražio od MUP-a da tražiocima dostavi informacije o rušenju u Savamali 2016. godine, izvršenjima rešenja o rušenju objekta izgrađenog bez potrebnih dozvola u Parku prirode Golija, nabavljanju kamera za video-nadzor u Beogradu i ishodu rešavanja slučajeva 24 “sporne“ privatizacije. Kada se govori o ljudskim resursima, Poverenik je morao da reaguje na pritužbe tražilaca i traži od MUP-a da dostave podatke o platama, korišćenju neplaćenog odsustva, internim konkursima, nabavci vozila za potrebe kriminalističke policije, kao i povodom ocenjivanja policijskih službenika, njihovih plata, dnevnica, osiguranja, naloga za službeno putovanje.
Prvi izveštaj Državne revizorske institucije za 2008. godinu nije obuhvatio nijednu instituciju sektora bezbednosti. U narednim godinama, izveštaji su ukazivali na različite probleme. Na primer, izveštaj o reviziji finansijskog poslovanja BIA-e za 2012. godinu ističe da sistem finansijske kontrole i upravljanja u Agenciji nije sasvim adekvatan i funkcionalan. Uočeni su propusti u odnosu na zaključivanje ugovora neodređene vrednosti, nabavku opreme sredstvima koja su namenjena u druge svrhe, plaćanje dodatnog obrazovanja pripadniku BIA bez sprovedenog internog konkursa. Preporučeno je da se formira interna revizija. Usledili su izveštaji za 2016. i  za 2019. godinu. U najnovijem izveštaju nisu nađene nepravilnosti, ali nije ni spomenuto da li su ispoštovane preporuke prethodne revizije koje se odnose na proizvoljne nabavke u oblasti odbrane i bezbednosti.

## Literatura
- Petrović. Predrag, i Pejić Nikić, Jelena. Zarobljavanje sektora bezbednosti u Srbiji. Beograd: Beogradski centar za bezbednosnu politiku. 2020.
- Šabić, Dušan. Institucionalni barometar 2,0.  Beograd: Beogradski centar za bezbednosnu politiku. 2019.
- Milenković, Dejan. Javna uprava – odabrane teme. Čigoja Štampa. Beograd. 2012.

## Spoljašnje veze
- Zvanična stranica Zaštitnika građana
- Zvanična stranica Poverenika za informacije od javnog značaja i zaštitu podataka o ličnosti
- Zvanična stranica Poverenika za zaštitu ravnopravnosti
- Zvanična stranica Državne revizorske institucije
- Zvanična stranica Agencije za sprečavanje korupcije Архивирано на веб-сајту  (29. октобар 2020)
- Bezbednost na dlanu - Portal o reformi sektora bezbednosti u Srbiji